# Paul Sauvage
Paul Sauvage (født 17. marts 1939 i La Souterraine, Frankrig, død 17. december 2019) var en fransk fodboldspiller, der spillede som angriber. Han var på klubplan tilknyttet Limoges, Reims, Valenciennes og Castets-en-Dorthes, og spillede desuden seks kampe for det franske landshold. Han var med på det franske hold ved EM i 1960.